# Potamia scabra
Potamia scabra är en tvåvingeart som först beskrevs av Giglio-tos 1893.  Potamia scabra ingår i släktet Potamia och familjen husflugor. Inga underarter finns listade i Catalogue of Life.